# Biserica Sfântul Dimitrie din Fumureni

## 1. PREZENTARE GENERALĂ
Parohia Fumureni face parte din comuna Lungești, județul Vâlcea și este localizată în satul Fumureni, Vâlcea. În locurile pitorești ale văii Mamului se găsește comuna Lungești cu cele șase sate componente: Gănțulei, Stănești-Lunca, Lungești, Fumureni, Dumbrava și Carcadiești, locuri a căror atestare documentară este înscrisă în actul lui Vlad Dracu Voievod la 1 august 1437, prin care întărește lui Rutaș, Coica, Novac și Stratimir stăpânire peste Dobrușa, Șerbănești și Mamu. Aceasta este prima atestare documentară a satului Mamu, iar într-un document din 23 noiembrie 1586 găsim pentru prima oară denumirea de Lungești, denumire pe care și-o păstrează neschimbată până azi.
Prima mențiune documentară din comuna Lungești o are satul Mamu, care mai târziu și-a schimbat denumirea în Lungești. În documente întâlnim atestarea satului Mamu în anul 1437, iar într-un document din 23 noiembrie 1586 găsim pentru prima oară denumirea de Lungești. Desigur, satul Lungești nu poate fi altul decât fostul sat Mamu, care purta denumirea pârâului și a codrilor care îl însoțeau o bună bucată de drum. Din anul 1586 satul Lungești și-a păstrat numele neschimbat.

## 2. VIAȚA SPIRITUALĂ
Cetățenii din cele trei sate Fumureni, Dumbrava (Vrăjitorul) și Carcadiești sunt de religie ortodoxă (1480 persoane în anul 1977), doar 5 familii sunt de altă religie, din care trei familii adventiste și două familii creștini după evanghelie, dar nu aveau casă de rugăciuni. În anul 1940 erau sectanți 4 persoane, iar în 1941 erau două familii de tudoriști. 
Primul lăcaș de închinăciune de la Fumureni era o bisericuță din lemn și datează anul 1742. În 1799 se afla o altă biserică tot din lemn, care avea la intrare următoarea inscripție: 
"Această sfântă și dumnezeiască biserică, pă temelie cu hramul Sfântului Dimitrie s-au făcut la  l(ea)t 7307 (1798-1799) de Ioan Băcăran și Dumitru Ciobanu. Și acum al doilea prefăcându-se la l(ea)t 1833 de Melintina și de Popa Chiriță, i popa Grigorie, i Matei Sutescu, i Radu Băcăran, i de Ioan Pomană și Dumitru brat (frate) și ceilalți locuitori." 
În 1850 s-a început construirea unei mănăstiri, care a rămas în ruină până astăzi. În anii 1890-1891, episcopul Ghenadie al Râmnicului a efectuat în județ vizite canonice, întocmind și note istorico-arheologice. Cu această ocazie a vizitat și biserica filială din Fumureni cu hramul "Sf. Dimitrie", pe care a găsit-o în ruină, în ruină fiind și în 1909. 

## 3. BISERICA CU HRAMUL”SF DIMITRIE”

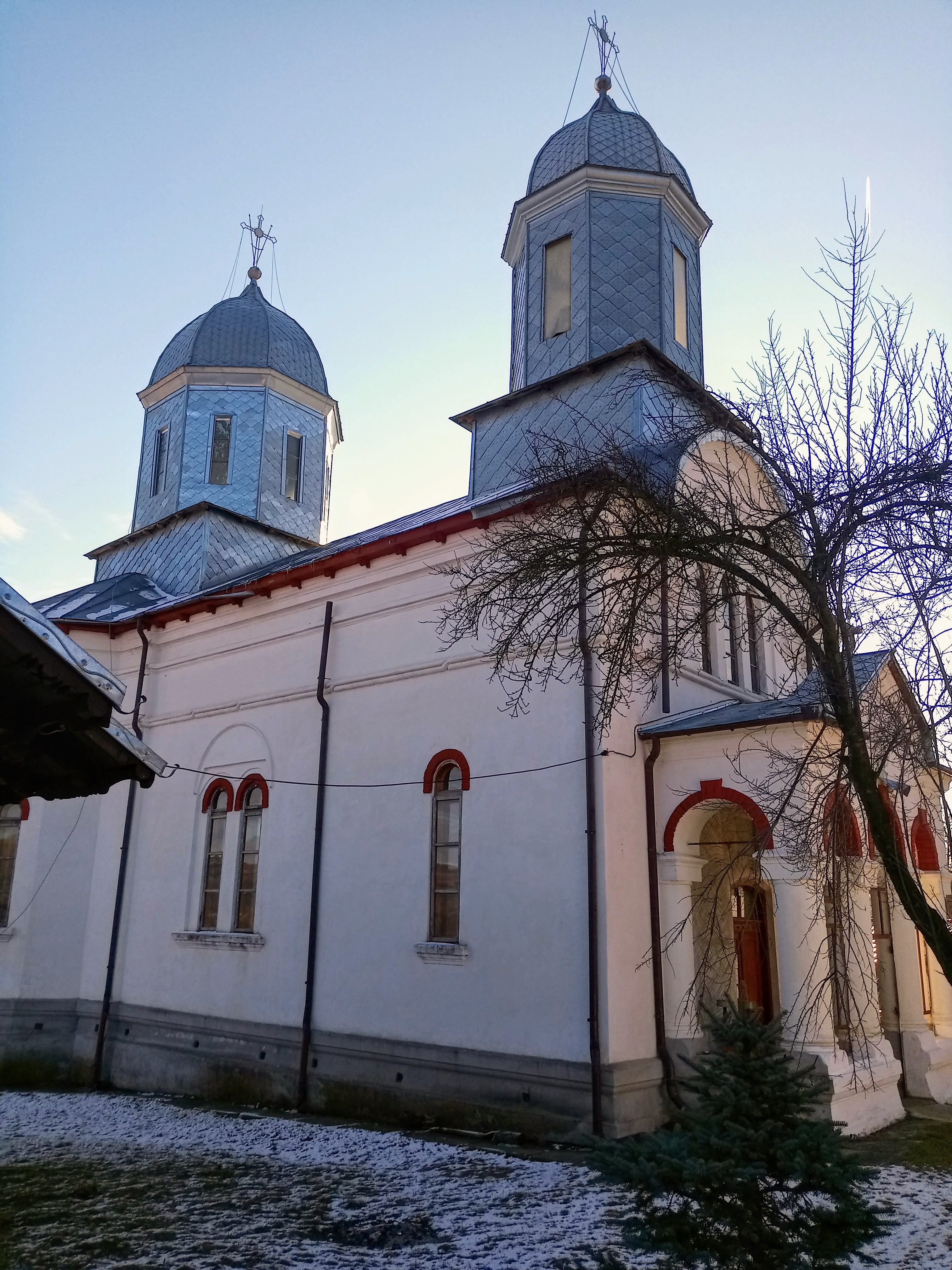

Biserica parohială actuală, tot cu hramul "Sf. Dimitrie" este construită din zid de cărămidă între anii 1914-1920. Este o clădire nerezidențială având o valoare impozabilă de 200.000 lei și are o suprafață de 210 mp (21x10m). Planul bisericii este în formă de cruce iar stilul arhitectonic este bizantin. 
A fost reparată între 1935-1940 după cutremurul din 1940. Pentru repararea bisericii enoriașii din Fumureni au colectat suma de 70.000 lei iar Prefectura județului Vâlcea a contribuit cu suma de 10.000 lei. Biserica avea și cor bisericesc înființat în anul 1937 de către înv. Gh. Folescu. Biserica a mai fost reparată și după cutremurul din 4 martie 1977 refăcută în timpul preotului Ion Călinescu, cu o echipă de meșteri nemți care au legat biserica cu fier beton și grinzi de ciment. 
În anul 2010, s-a decopertat toată tencuiala de la interior și exterior, inclusiv pictura, până la cărămidă. În perioada următoare s-a tencuit din nou interiorul și exteriorul. Tot în această perioadă s-a pus și tablă nouă la acoperiș. Datorită lipsei fondurilor, după terminarea tencuielii bisericii, lucrările s-au oprit, biserica fiind fără pictură până în zilele noastre(2023).
În anul 2019, preotul paroh s-a îmbolnăvit grav, fiind mai tot timpul internat, de aceea a fost suplinit de către preotul pensionar Trușcă Gheorghe. Odată cu venirea preotului Stoica Daniel-Dumitru ca paroh la această biserică, se constată o îmbunătățire a stării bisericii.
În anul 2020 s-au montat ușile de termopan la intrare în biserică. De asemenea s-au pus și geamuri la pridvorul bisericii. 
În anul  2021 s-a construit scara în spirală, din beton de la intrarea preoților, costul lucrărilor fiind de 2.000 lei. S-a restaurat monumentul eroilor din fața bisericii, 1.000 lei. Tot acum s-a făcut racordarea la rețeaua de apă potabilă, s-a pus apometru și s-a tras un robinet la praznicar, pentru a fi de folos oamenilor când se pun mesele la biserică. 
În anul 2022 s-a făcut intabularea bisericii și a terenurilor parohiei, acțiune care a costat 5.000 lei. Tot în acest an s-a pus mochetă în biserică culoare vișiniu, crin imperial, în valoare de 6.000 lei. În acest an s-a schimbat în actele administrației primăriei și adresa bisericii, astfel locația urma să fie de acum înainte, sat. Fumureni, str. Frasinului, nr. 60, DC54, cod postal 247690. În luna decembrie, s-au făcut primele demersuri pentru începerea lucrării de pictare din nou a bisericii.
În anul 2023, luna februarie, s-a primit arhiereasca binecuvântare pentru începerea demersurilor de întocmire a documentației pentru pictură. Devizul de pictură s-a făcut cu pictorul Vasile Cupșa și a costat 7.000 lei, iar pictorul cu care se dorește să se facă lucrarea pe viitor, este Tania Costea.
În anul 2025, la data de 17 iulie, a avut loc licitația pentru pictura din nou. În prezența reprezentanților Arhiepiscopiei Râmnicului, Consiliul Parohial împreună cu preotul paroh Stoica Daniel-Dumitru au ales din 5 oferte de picătură, pe cea a domnului Beșleagă George Dorel, având prețul de 100 euro/mp cu tva. Ulterior, dosarul a fost trimis spre aprobare Comisiei de Pictură Bisericească la București.

## 4. BISERICA CU HRAMULSF NICOLAE(CAPELA)

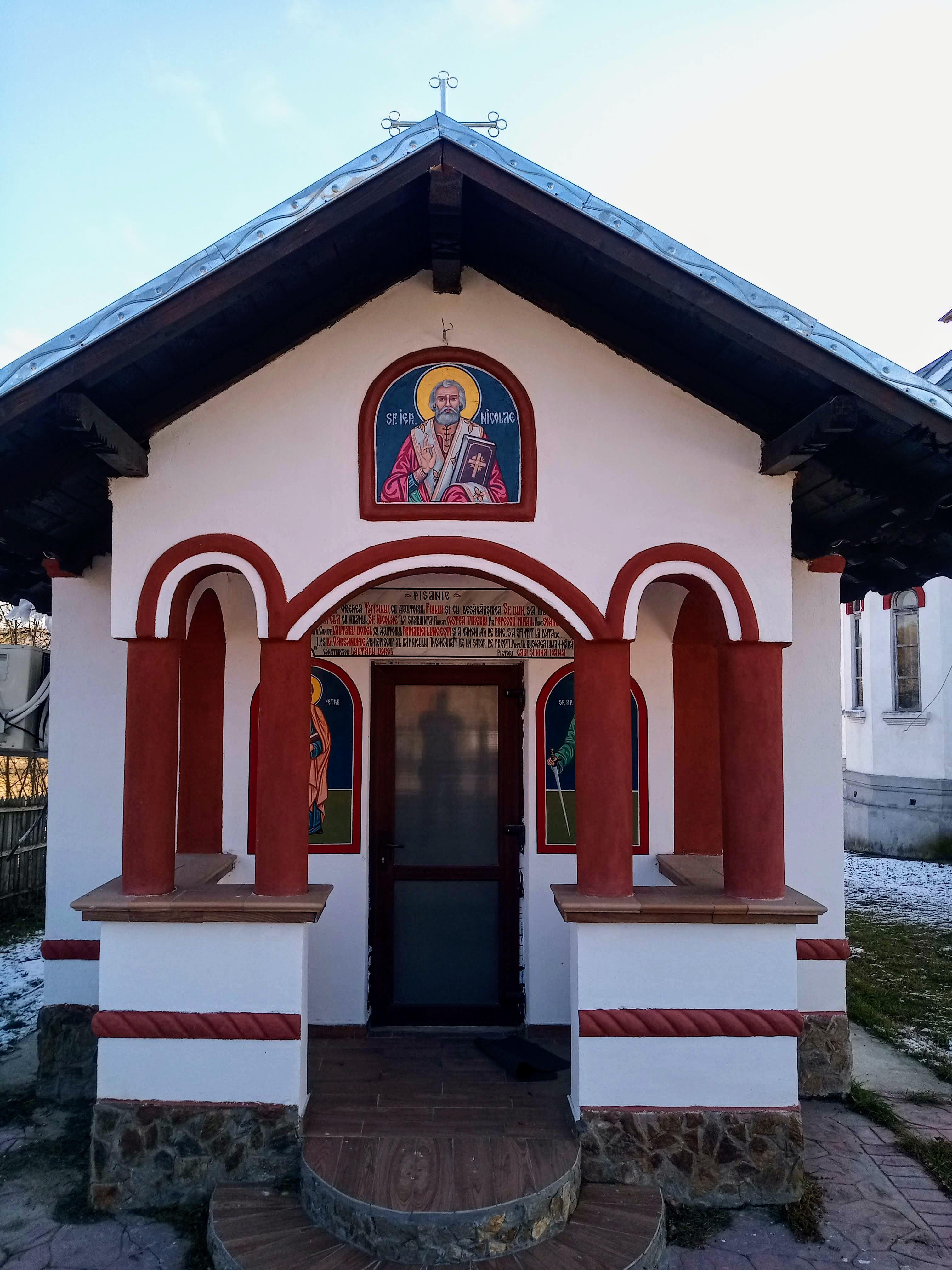

Construită între anii 1997-1999, este o clădire nerezidențială având o valoare impozabilă de 100.000 lei. A fost construită cu ajutorul Primăriei Lungești, a consilierului Lăutaru Dorel care avea și o firmă de construcții, și a altor enoriași care au sprijinit cu mâncare pentru pictură. A fost pictată de pictorii Gabi și Nina Ioana. A fost sfințită în anul 2016 de către IPS Varsanufie. 

## 5. (CANCELARIE PAROHIALĂ) BIROU CU CLOPOTNIȚĂ
Biblioteca parohială poseda 170 de volume și numărul de cititori era de 40 (în 1941). În anul 2022 s-a făcut inventarierea după noul sistem de numerotare, astfel încât au fost înregistrate 896 cărți și reviste la care se adaugă separat 185 broșuri. Este depozitată în camera de sub clopotniță care ține loc de cancelarie parohială. Este o clădire nerezidențială având o valoare impozabilă de 15.000 lei.

## 6. PRĂZNICAR
Construit în anul 1999. este o clădire nerezidențială având o valoare impozabilă de 14.000 lei. Are 65 mp, având lungimea de 13 m, iar lățimea de 5 m. Este acoperită cu tablă maro și închisă cu osb. 

## 7. PREOȚI SLUJITORI:
La Biserica din Fumureni au slujit de-a lungul timpului următorii preoți și cântăreți:
| Nr. crt | Numele și prenumele   | Anii în care au funcționat | Rangul pe care l-au avut                                       |
| 1       | Stan Rujia            | 1841                       | diacon                                                         |
| 2       | Ștefan Fulgeru Sfanu  | 1865                       | preot                                                          |
| 3       | Tudosiu Dumitru       | 1890-1891                  | preot paroh                                                    |
| 4       | Stănescu Petre        | 1909,1913, 1919            | preot inferior seminar                                         |
| 5       | Bădițescu C-tin       | 1930-1971                  | hirotonit în 1930 ca ajutor; paroh din 1933. seminar gradul II |
| 6       | Derioiu Paul          | 1943-1945                  | preot refugiat din Basarabia                                   |
| 7       | Călinescu Ion         | 1972 - feb 2009            | Seminarul Teologic Craiova                                     |
| 8       | Popescu Mihail        | mar 2009 - feb 2020        | -facultate teologie Pitești paroh 1998-2020 preot II 2020-     |
|         | Trușcă Gheorghe       | 2019 - 2020                | preot pensionar suplinitor                                     |
| 9       | Stoica Daniel-Dumitru | mar 2020 -                 | -facultate teologie Pitești -paroh mar 2020 -                  |

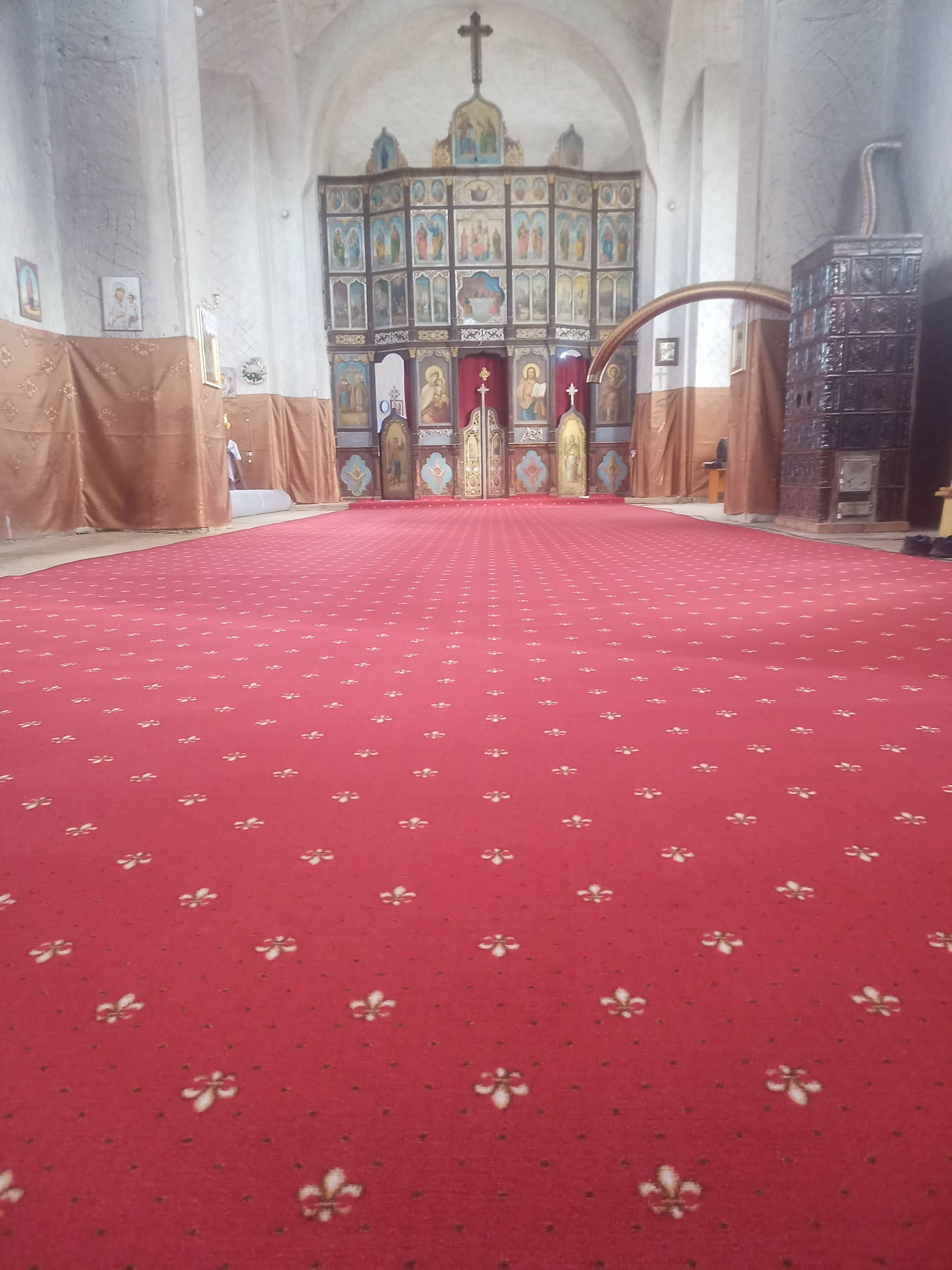

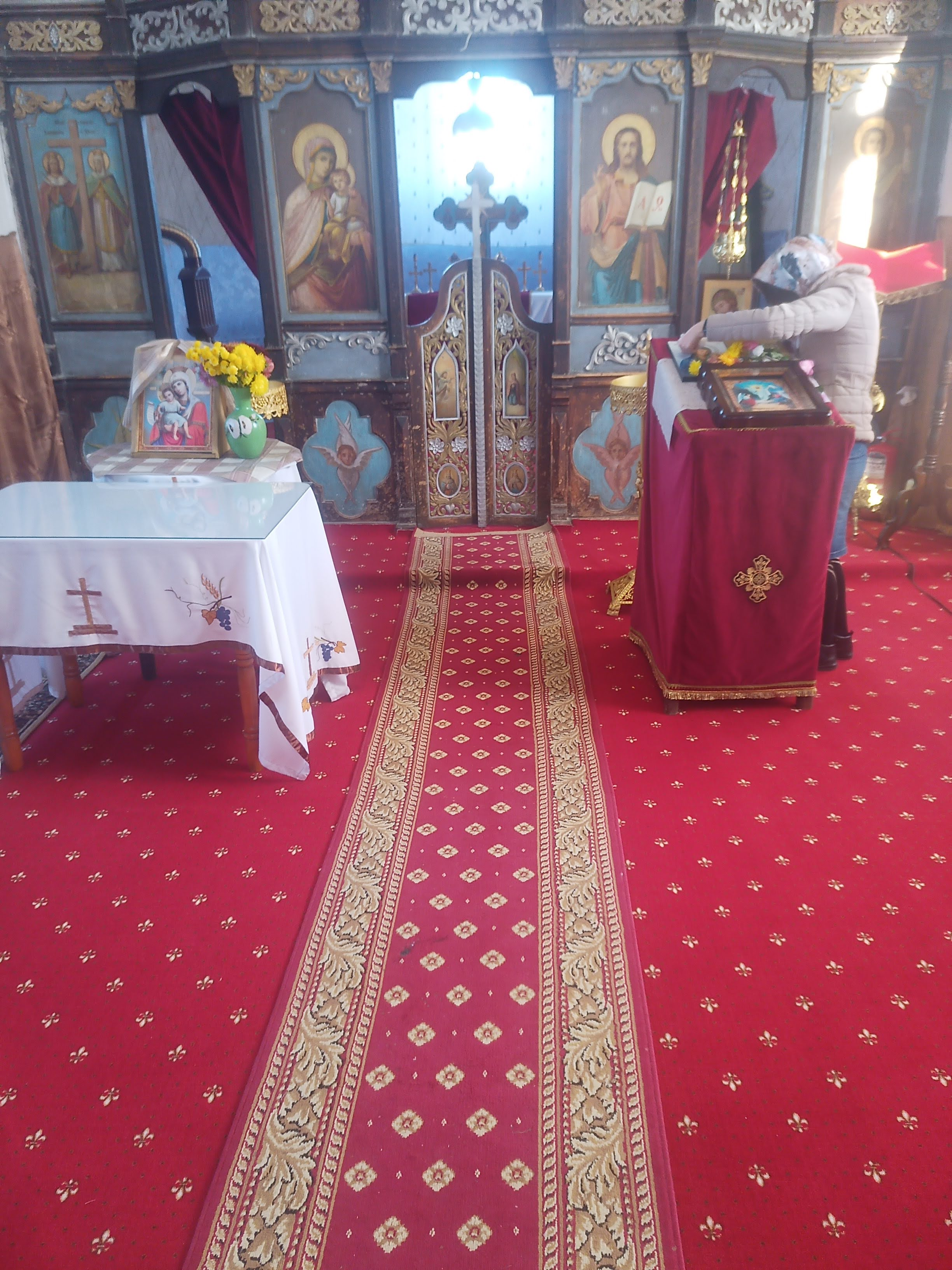

Cântăreți bisericești care și-au desfășurat activitatea la parohia Fumureni:
| Nr. crt | Numele și prenumele     | Anii în care au funcționat | Rangul pe care l-au avut                    |
| 1       | Stănescu D-tru          | 1916                       | -cântăreț bisericesc cu școală de cântăreți |
| 2       | Băcăran Ilie            | 1920                       | -cântăreț bisericesc cu școală de cântăreți |
| 3       | Dragu Ion               | 1972 - 1982                | -fără școală de cântăreți                   |
| 4       | Lăutaru Ilie            | 2009 - 2011                | -fără școală de cântăreți                   |
| 5       | Tudorașcu Veronica      | 2011 - 2017                | -fără școală de cântăreți                   |
| 6       | Lărviță Dorel - Dumitru | 2017 - 2023                | -fără școală de cântăreți                   |

## 8. ÎNCHEIERE
Fiind o biserică situată pe o stradă alăturată străzii principale, impresionează prin liniștea pe care o degajă celor care îi trec pragul. Nu are nimic prin care să impresioneze, nu e monument istoric, dar liniștea și calmul din jurul ei îndeamnă la rugăciune și meditație duhovnicească. 
Pentru locuitorii satului, este un simbol, un reper pe care îl respectă de la naștere până la moarte. Multe au schimbat locuitorii de-a lungul timpului, dar credința, niciodată. Oamenii încă păstrează aerul acela de familie unită, se ajută unii pe alții, își spun necazurile și se ajută reciproc. Ei cred în vrăjitoarea satului, în strigoi, sunt superstițioși și respectă toate obiceiurile cu sfințenie pentru a nu supăra pe cei morți. Biserica îi susține cu tot ce poate, îi ajută prin sfaturi și rugăciuni, se implică în viața socială prin donații de haine, ajutoare materiale, rechizite pentru copii. 
La Crăciun se învață colinde, de Bobotează toți vin să ia aghiasmă și să-și boteze caii, de Paști toți vin în noaptea de Înviere să cânte împreună, Hristos a înviat! 
Biserica este pentru oameni, un reper de sfințenie, iar crucea înălțată deasupra turlei bisericii îndeamnă pe orice trecător să își plece capul în semn de închinare, și să-și înalțe sufletul către Dumnezeu.